# Gregg County
Gregg County är ett administrativt område i delstaten Texas, USA, med 121 730 invånare (2010). Den administrativa huvudorten (county seat) är Longview. 

## Geografi
Enligt United States Census Bureau har countyt en total area på 715 km². 710 km² av den arean är land och 5 km² är vatten.

### Angränsande countyn
- Upshur County - norr
- Harrison County - öster
- Rusk County - söder
- Smith County - väster

### Orter
- Clarksville City (delvis i Upshur County)
- East Mountain (delvis i Upshur County)
- Easton (delvis i Rusk County)
- Gladewater (delvis i Upshur County)
- Kilgore (delvis i Rusk County)
- Lakeport
- Longview (huvudort, delvis i Harrison County)
- Warren City (delvis i Upshur County)
- White Oak